# Arsén Pohribný
Arsen Pohribný (7. září 1928 Prešov – 2. června 2012 Darmstadt, Německo) byl český historik umění slovenského původu, sběratel, kurátor, kritik umění 20. století, který po sovětské okupaci (1968) strávil druhou polovinu života v emigraci v Itálii a v Německu.

## Profesní životopis
Na Filosofické fakultě Univerzity Karlovy v Praze studoval dějiny umění a národopis (1948–1952) a estetiku (1952–1956).
V letech 1952–1958 byl odborným asistentem na Vysoké škole umělecko-průmyslové v Praze u prof. Jaromíra Pečírky.
V letech 1961–1963 byl tajemníkem Klubu umělců Mánes a bibliografem v Národní a universitní knihovně (do roku 1967). Od roku 1952 byl činný jako umělecký kritik (časopisy Výtvarné umění, Výtvarná práce, Zlatý máj, Plamen, Tvář, Sešity aj.). V roce 1967 se stal spoluzakladatelem Klubu konkretistů, pro který organizoval desítky skupinových a individuálních výstav.
Od 60. let 20. století se také zabýval naivním uměním, o kterém mimo jiné řekl: „Obecně řečeno, vždy mě zajímaly všechny periferie výtvarného umění a naivní umění je jednou z nich.“ Pohribný byl jedním z prvních výtvarných teoretiků, kteří české naivní umění koncepčně zpracovali a dokumentovali. V roce 1963 připravil v pražském Mánesu první soubornou výstavu českého neprofesionálního umění a v roce 1967 vydalo nakladatelství Artia ve spolupráci s Pohribným obsáhlou knihu Die naive Kunst in der Tschechoslowakei (Československé naivní umění) a v Mladé frontě vyšla kniha Bosé nožky (1969).
V roce 1968 emigroval do Itálie, kde byl činný jako výstavní manažer a kritik. V letech 1974–1992 působil jako profesor dějin umění na Fachhochschule v Darmstadtu v Německu. Po celou dobu emigrace nepřestával sledovat a glosovat domácí výtvarnou scénu (Svobodná Evropa, časopisy Svědectví, Revue K; po r. 1989 Ateliér ad.) a řadě tvůrců pomohl uspořádat v zahraničí výstavu. Po sametové revoluci inicioval oživení Klubu konkretistů a představil českému publiku řadu zahraničních umělců zejména z oblasti l’Art Brut. Poslední léta života zasvětil publikacím a výstavám tvůrců jemu nejbližších (Cecilie Marková, Natálie Schmidtová Maslikova, Anna Zemánková, Anselme Bois-Vives, Pietro Ghizzardi, Anselmo Legnani aj.).
Do konce života žil v Darmstadtu a příležitostně v Ligurii v Itálii. Synem Arsena Pohribného je český fotograf, absolvent FAMU Jan Pohribný.

## Dílo (výběr)
- 1959: Jan Trampota, Nakladatelství československých výtvarných umělců, Praha
- 1967: Naivní umění v Československu, Nakladatelství československých výtvarných umělců, Praha (se Štefanem Tkáčem)
- 1967: Die naive Kunst in der Tschechoslowakei, Artia, podnik pro zahraniční obchod, Praha (se Štefanem Tkáčem)
- 1968: Malý labyrint výtvarného umění, Státní nakladatelství dětské knihy, n. p., Praha
- 1969: Bosé nožky, Mladá fronta
- 1979: Abstract Painting, Phaidon Press Limited, Oxford
- 1982: Kyncls Strukturen
- 1993: Jiří Kolář: Týdeník 1968, Torst, Praha
- 1997: Jiří Kolář, Ladislav Novák, Slovenská národná galéria
- 2006: Já su stěhovavý pták / I'm a Migrating Bird (Natálie Masliková-Schmidtová (1985–1981)), Muzeum umění Olomouc
- 2008: Cecilie Marková, Podobenství duší, Muzeum umění Olomouc